# Khasidonta picta
Khasidonta picta är en fjärilsart som beskrevs av George Francis Hampson 1900. Khasidonta picta ingår i släktet Khasidonta och familjen tandspinnare. Inga underarter finns listade i Catalogue of Life.